# Marantz (entreprise)
Pour les articles homonymes, voir Marantz.

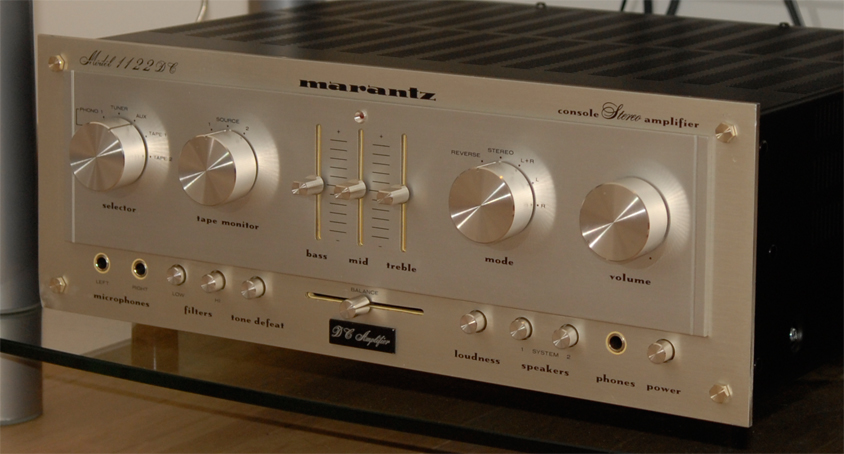
Amplificateur intégré Marantz 1122 DC, produit entre 1977 et 1980.

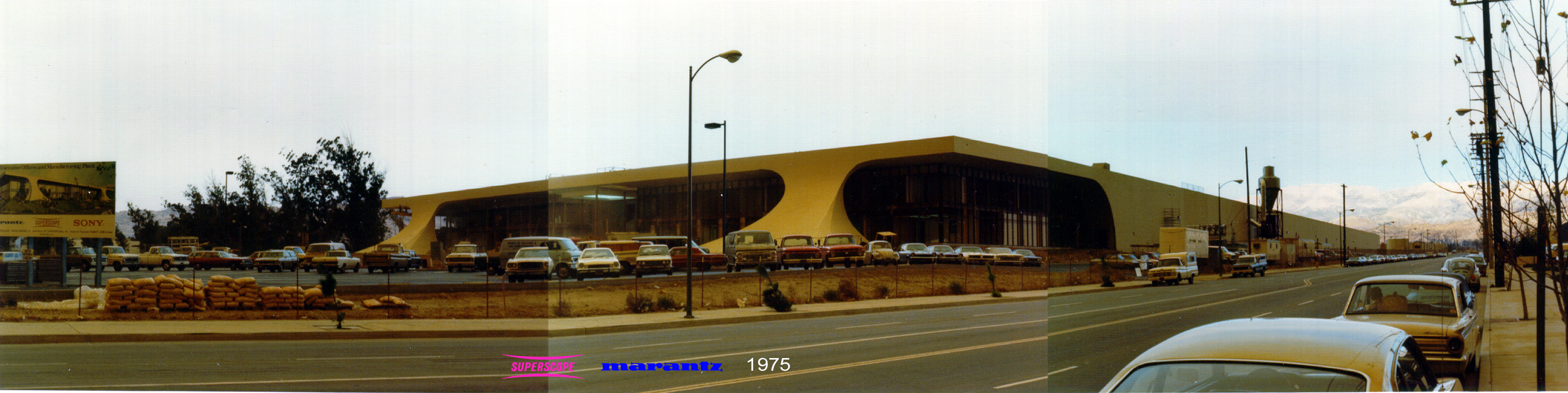
Marantz Chatsworth USA 1975.

Marantz est un fabricant de matériel hi-fi.
Le premier modèle Marantz a été conçu et développé par Saul B. Marantz dans sa maison de Kew Gardens à New York, au début des années 1950. La société a eu une influence majeure dans le développement des systèmes audio hi-fi et a atteint son apogée dans la deuxième moitié des années 1970.

## Histoire
- 1952 : Saul Marantz vend son premier système audio.
- 1964 : rachat de Marantz par Superscope.
- 1966 : avec le « Model 25 », puis 22 et 28, Marantz commence à fabriquer ses produits au Japon grâce à un partenariat avec Standard Radio Corp.
- 1974 : un centre de production et de stockage pour toute l'Europe est ouvert en Belgique sur le site de Péronnes-lez-Binche en Région wallonne.
- 1975 : Standard Radio Corp. change de nom et devient Marantz Japan Inc.
- 1980 : Superscope vend la marque Marantz, le réseau de distribution et l'ensemble de ses actifs à l'étranger (sauf pour les États-Unis et le Canada) à Philips.
- 1985 : le 31 décembre, Philips ferme le centre européen de Péronnes-lez-Binche.
- 1992 : Philips rachète la marque et le réseau de distribution aux États-Unis et au Canada.
- 1997 : mort de Saul Marantz à l'âge de 86 ans.
- 2001 : Marantz Japan Inc. acquiert la marque et toutes les filiales de vente à l'étranger.
- 2002 : Marantz Japan et Denon fusionnent pour former D&M Holdings.
- 2008 : Philips vend ses dernières parts à D&M Holdings, mettant ainsi fin à un partenariat de 28 ans entre Philips et Marantz.
- 2017 : Sound United acquiert Denon et Marantz.
- 2019 : le 25 novembre, mort de Ken Ishiwata à l'âge de 72 ans.
- 2025 : rachat par Harman, propriété de Samsung[2].

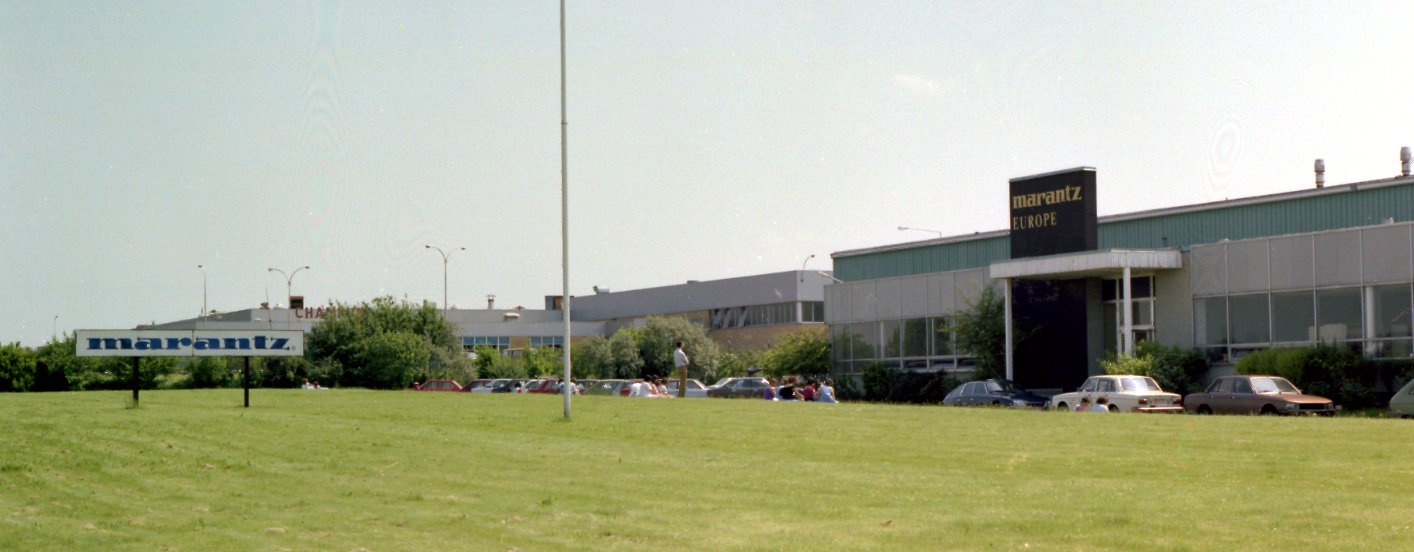
L'usine Marantz Europe à Péronnes (Binche-Belgique), active de 1974 à 1985.